# Grom (Schiff, 1937)
Die ORP Grom war ein Zerstörer der polnischen Marine im Zweiten Weltkrieg.
Das Kriegsschiff wurde noch vor Kriegsbeginn im Rahmen der Operation Peking nach Großbritannien evakuiert und nahm im Dienste der polnischen Exilregierung an mehreren Operationen der Alliierten teil.
Die Grom ging am 4. Mai 1940 während der deutschen Invasion in Norwegen verloren.

## Bau und konstruktive Merkmale
Um die unmodernen Zerstörer der Wicher-Klasse zu unterstützen, bestellte die polnische Marine bei der britischen Werft John Samuel White & Co Ltd. in Cowes auf der Isle of Wight zwei moderne schwere Zerstörer. Baubeginn beider Schiffe war 1935.
Da Polen nur eine sehr kurze Küstenlinie besaß, war die geplante Hauptaufgabe der Zerstörer, Nachschubtransporte zu beschützen. Deshalb erhielten die Schiffe der Grom-Klasse die Fähigkeit, sowohl Küsten zu verteidigen als auch Geleitzüge zu eskortieren.
Mit ihren zwei Parsons-Dampfturbinen, die mit drei Dampfkesseln und zwei Wellen zusammen 54.000 PS Leistung abgaben, konnten die Zerstörer bis zu 39,5 Knoten fahren, womit sie die Geschwindigkeit der damals modernen Zerstörer der Farragut-, Porter-, Le-Fantasque- oder Tribal-Klasse übertrafen.
Die Schiffe waren mit einer Maximalverdrängung von 2.400 ts für die seichten und engen Gewässer der Ostsee sehr groß.
Aufgrund ihrer Größe als auch ihrer Reichweite von 3.500 Seemeilen waren die Zerstörer in der Lage, Konvois der Verbündeten von Großbritannien und Frankreich sowohl nach Gdingen (Danziger Bucht) als auch nach Constanța (Schwarzes Meer) in Rumänien zu eskortieren.
Die Grom wurde am 17. Juli 1935 auf Kiel gelegt, lief am 20. Juli 1936 vom Stapel und wurde am 11. Mai 1937 in Dienst gestellt.

## Einsatz

### 1939
Aufgrund der erdrückenden Überlegenheit der deutschen Kriegsmarine (siehe: Kräfteverhältnis zu Beginn des Krieges) hatte man schon vor Kriegsbeginn geplant, die großen polnischen Überwassereinheiten nach Großbritannien zu evakuieren. Deshalb verließen am 29. August im Rahmen der Operation Peking die Zerstörer Grom, die Błyskawica und die Burza ihre Heimatbasis in Gdingen, um nach Großbritannien zu entkommen. Der Verband erreichte am 1. September ohne Zwischenfälle die Nordsee, wo er auf die britischen Zerstörer Wanderer und Wallace traf, die die drei polnischen Schiffe nach Leith in Schottland geleiteten.
Operationsbasis des polnischen Verbandes war bis April 1940 Harwich in England.
Am 6. November erhielten Grom und Błyskawica den Auftrag, abgeschossene britische Piloten aus dem Gebiet der Doggerbank zu retten. Die Zerstörer wurden von deutschen He-115-Wasserflugzeugen mit Torpedos angegriffen und mussten sich zurückziehen.
Am 21. November liefen Grom, Burza und Błyskawica gemeinsam mit dem britischen Zerstörer Gipsy zur Patrouille in der Nordsee aus. Die Gipsy lief auf eine deutsche Seemine, zerbrach in der Mitte und sank. Die drei polnischen Kriegsschiffe retteten die Überlebenden und setzten die Patrouille fort.

### 1940
Am 4. April 1940 wurden die drei polnischen Zerstörer nach ihrer neuen Basis Rosyth verlegt, verließen diese aber umgehend, um gemeinsam mit den britischen Leichten Kreuzern Arethusa, Galatea und drei Zerstörern vor die norwegische Küste zu laufen. Ziel der Operation war, gegen die bevorstehende deutsche Invasion in Nordeuropa vorzugehen.
Am 9. April begann das deutsche Unternehmen Weserübung, die Invasion in Norwegen und Dänemark. Die drei polnischen Zerstörer erhielten den Auftrag, gemeinsam mit dem britischen Zerstörer Tartar den Geleitzug HN 24, der aus 31 Handelsschiffen bestand, zu eskortieren. Die Schiffe flüchteten aus Norwegen, einige waren mit dem norwegischen Goldschatz beladen. Der Konvoi erreichte Großbritannien ohne Verluste.
Am 12. April erreichten Burza, Grom und Błyskawica die Basis in Rosyth, wurden aufgetankt und fuhren sofort weiter nach Scapa Flow, das sie am 19. April in Richtung Narvik verließen. Der Verband geriet in einen Sturm, der Burza beschädigte und zur Umkehr zwang.
Am 21. April erreichten Grom und Błyskawica den Vestfjord vor Narvik. Beide Schiffe nahmen an der Abwehr der deutschen Invasion aktiv teil.
Am 4. Mai wurde die Grom, während sie deutsche Landungstruppen in Narvik mit ihrer Artillerie beschoss, von einem He-111-Bomber des KG 100 im Rombakken-Fjord angegriffen und versenkt. 59 polnische Seeleute starben. 154 Besatzungsmitglieder konnten gerettet werden.

### Nachgeschichte
Das Wrack wurde nie gehoben. Am 6. Oktober 1986 betraten erstmals Taucher die Überreste des Zerstörers.